# Bezirk Grzymałów
Bezirk Grzymałów – dawny powiat (Bezirk) kraju koronnego Królestwo Galicji i Lodomerii, funkcjonujący w latach 1854–1867. Siedzibą starostwa było miasteczko Grzymałów.

## Historia
Bezirk Grzymałów utworzono w ramach reformy uwłaszczeniowej z okresu Wiosny Ludów (1848–1849), która likwidowała jurysdykcję właściciela ziemskiego nad poddanymi. W Galicji, dominium – jako podstawowa jednostka administracyjna i filar systemu feudalnego straciło rację bytu. Konieczne stało się zatem wprowadzenie nowego systemu administracyjnego, którego zręby powstały w latach 1851–1855. Nowy trójstopniowy podział administracyjny objął 21 cyrkułów (niem. Kreise), 179 małych powiatów (niem. Bezirke) i ponad 6000 gmin (niem. Gemeinde).
Bezirk Grzymałów objął obszar o wielkości 7,4 mil², zamieszkany przez 25.948 ludzi i podzielony na 32 gmin katastralnych, w tym dwa miasteczka (Grzymałów i Touste). Wszedł w skład cyrkułu tarnopolskiego, jako jeden z jego dziewięciu powiatów. Od wschodu graniczył z Imperium Rosyjskim.
Po nadaniu Galicji autonomii oraz powołaniu samorządu gminnego i powiatowego w 1865 zlikwidowano cyrkuły (Kreise). Dotychczasowe małe powiaty (Bezirke) w liczbie 179, utrzymały się do 1867 roku, kiedy to w następstwie kolejnej reformy administracyjnej (23 stycznia 1867) zostały zastąpione przez 74 większych powiatów. Obszar zniesionego Bezirk Grzymałów wszedł wtedy w całości w skład nowego powiatu skałackiego. 1 kwietnia 1929 gminę Soroka przeniesiono do powiatu kopyczynieckiego.

## Podział administracyjny (1854)
| Lp. | Gmina jednostkowa               | Powierzchnia | Ludność | Powiat w 1867 po zniesieniu |
| --- | ------------------------------- | ------------ | ------- | --------------------------- |
| 1   | Grzymałów (m) z Zamurzem        | 1690         | 3533    | skałacki                    |
| 2   | Mazurówka z Eleonorówką         | 2175         | 433     | skałacki                    |
| 3   | Podlesie                        | 1442         | 462     | skałacki                    |
| 4   | Bucyki                          | 1352         | 695     | skałacki                    |
| 5   | Soroka                          | 1773         | 600     | skałacki                    |
| 6   | Nowosiółka                      | 2490         | 490     | skałacki                    |
| 7   | Ostapie                         | 5956         | 1555    | skałacki                    |
| 8   | Hlibów z Tarasówką              | 3416         | 1232    | skałacki                    |
| 9   | Sorocko z Mytnicą               | 4450         | 1576    | skałacki                    |
| 10  | Poznanka Hetmańska              | 1875         | 661     | skałacki                    |
| 11  | Zarubińce                       | 1755         | 538     | skałacki                    |
| 12  | Poznanka Gniła                  | 2124         | 476     | skałacki                    |
| 13  | Borki Małe                      | 2308         | 653     | skałacki                    |
| 14  | Turówka                         | 2957         | 1072    | skałacki                    |
| 15  | Łuka Mała                       | 2821         | 1004    | skałacki                    |
| 16  | Kokoszyńce z Podhorówką         | 2334         | 728     | skałacki                    |
| 17  | Kozina z Biłką                  | 2143         | 583     | skałacki                    |
| 18  | Kałaharówka                     | 3023         | 497     | skałacki                    |
| 19  | Wolica                          | 1885         | 427     | skałacki                    |
| 20  | Wychwatyńce                     | 66           | 152     | skałacki                    |
| 21  | Kręciłów                        | 42           | 84      | skałacki                    |
| 22  | Touste (m) z Kątem i Przekalcem | 4621         | 2526    | skałacki                    |
| 23  | Rasztowce                       | 4266         | 725     | skałacki                    |
| 24  | Dubkowce                        | 728          | 372     | skałacki                    |
| 25  | Bilitówka                       | 1019         | 165     | skałacki                    |
| 26  | Leżanówka                       | 1622         | 473     | skałacki                    |
| 27  | Okno                            | 4221         | 1302    | skałacki                    |
| 28  | Krasne                          | 4258         | 1047    | skałacki                    |
| 29  | Stawki                          | 442          | 245     | skałacki                    |
| 30  | Sadzawki                        | 2186         | 621     | skałacki                    |
| 31  | Zielona                         | 2954         | 617     | skałacki                    |
| 32  | Pajówka                         | 668          | 404     | skałacki                    |

Objaśnienie:
(M) = miasto; (m) = miasteczko